# جان کالندر (بازیکن فوتبال)
جان کالندر (انگلیسی: John Callender; ۳ سپتامبر ۱۹۰۳ – ۱۳ دسامبر ۱۹۸۰) بازیکن فوتبال اهل بریتانیا بود.
از باشگاه‌هایی که در آن بازی کرده‌است می‌توان به باشگاه فوتبال اشینگتون، باشگاه فوتبال گیتزهد، باشگاه فوتبال لینکولن سیتی، باشگاه فوتبال چسترفیلد و باشگاه فوتبال پورت ویل اشاره کرد.